# ГАЗ-3110
ГАЗ-3110 «Волга» — автомобиль среднего класса производства Горьковского автозавода, выпускавшийся с 1997 по 2004 годы, представляющий собой последнюю и вынужденную маскировочную (паллиативную) модернизацию кузова автомобиля 1960–1970 годов (первой моделью которого была ГАЗ-24) под дизайн 1990–2000 гг, обусловленную непоявлением в серийном производстве кузова современного автомобиля, ГАЗ-3103 (3105). В 2004 году передняя часть кузова была видоизменена: автомобиль получил фары, подобные таковым у модели ГАЗ-3111, и к индексу добавилась цифра «5».

## Описание
С распадом СССР подавляющее большинство советских производств столкнулось с непредвиденными, непредсказуемыми явлениями наступившей действительности, к которым они не были готовы, что срывало запланированные нововведения и порождало различные вынужденные, спонтанные и иногда странные и нелепые решения. Так, в начале 1990-х годов у подразделения по производству легковых автомобилей Горьковского автомобильного завода повис в воздухе вопрос с освоением производства принципиально нового, современного автомобиля — ГАЗ-3103, который по плану прежних лет должен был сменить собой автомобиль, конструкция и технологичность которого уходят корнями в 1960-е годы, то есть ГАЗ-24 и его модернизированную, рестайлинговую модель — 3102. Ввиду условий сложившейся действительности завод встал перед неестественным и обидным для него выбором между подготовленными им новинками для 1990-2000 годов: завершение разработки легкового (ГАЗ-3103) или освоение малотоннажного грузового (ГАЗ-3302) автомобиля. Поскольку в случае с легковым автомобилем была допущена одна роковая ошибка, о которой высказывались заводчане — первоочерёдной была назначена разработка более оснащённой, удлинённой версии (3105) — соответственно, более дорогостоящей, её производство оказалось непосильным, нерентабельным. Выбор был сделан в пользу малотоннажного грузового автомобиля, который согласно образовавшимся условиям приобрёл назначение коммерческого. В то же время заводу нужно было смягчить плачевное положение с производством легковых автомобилей, в результате чего прежний кузов (ГАЗ-24) очередной раз видоизменили — но на этот раз рестайлинг носил уже паллиативный характер, так как кузов являлся слишком устаревшим по всем параметрам. Результатом стала модель ГАЗ-3110, в которой были закруглены края передней и задней частей кузова, а также переработаны, обновлены узлы шасси: в передней подвеске стали применяться шаровые опоры вместо шкворней. От не появившейся модели ГАЗ-3103 3110 вобрала в себя посадочные параметры ступиц колёсных дисков (5x108), стальные (штампованные) колёса, двигатель следующего поколения — ЗМЗ-406 и дизайн отделки интерьера. На экземплярах 1997–2004 годов применялись фары, идентичные таковым семейства моделей АЗЛК-2141/2142/2335 (до рестайлинга 1997 г.)

## История
Ещё до начала выпуска машины за весь 1996 год была проведена модернизация производства, которая включала более семи тысяч единиц инструментальной оснастки, в том числе 190 — из одной пластмассы. Силами собственного станкостроения создана новая линия сборки и сварки кузова, в которой участвовало 38 роботов KUKA.

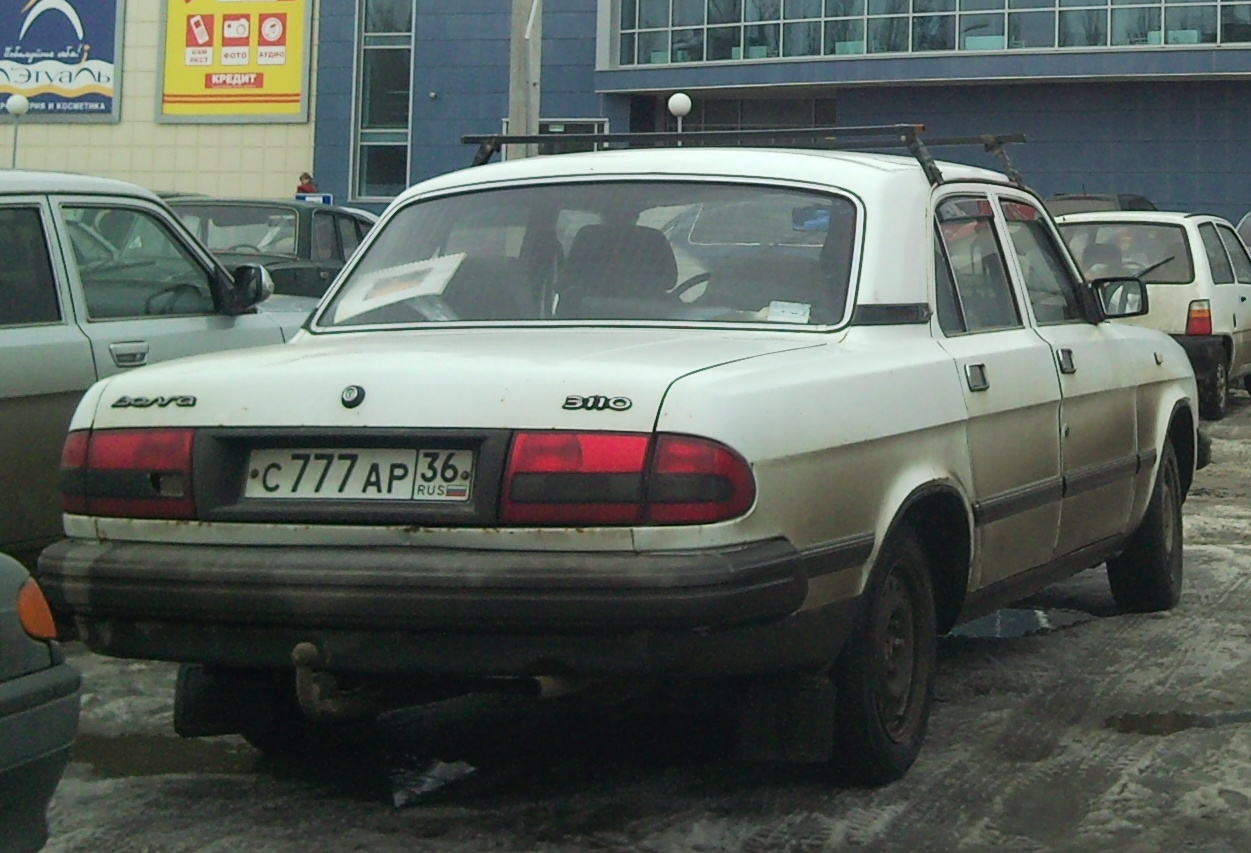
Вид сзади

ГАЗ-3110 представлял собой дальнейшую модернизацию модели ГАЗ-31029 с заменой части наружных кузовных панелей, включая панель крыши, но исключая двери и передние крылья. В 1997 году производилась ограниченная «переходная» серия, комплектовавшаяся внутренними картами дверей от модели 31029. Изначально на машину устанавливались узкие бамперы из чёрного термопластика, с 2000 года они были заменены объёмными накладными пластиковыми бамперами. Салон был полностью обновлён и стал в целом соответствовать по отделке стандартам недорогих иномарок.
Помимо седана, выпускалась версия с кузовом универсал ГАЗ-310221, которая теперь отличалась передком и салоном от 3110. Конструктивно универсал являлся лишь незначительной модернизацией ГАЗ-24-02, с тем же силовым каркасом и эргономикой. Из-за такой архаичности универсал являлся самой дешёвой «Волгой» в модельном ряду ГАЗ. Универсал ГАЗ-310221 был популярным автомобилем в скорой помощи, милиции, такси и многих других организациях. За счёт этого универсалу удалось продержаться в производстве до 2008 года.
На ГАЗ-3110 с двигателем ЗМЗ-406 был штатно установлен гидроусилитель руля, изменён рулевой редуктор (3,5 оборота руля вместо 4,5, как на прошлых моделях «Волги»), передние дисковые тормоза типа Lucas, неразрезной задний мост, карданный вал с промежуточной опорой, более низкопрофильные 15-дюймовые колёса 195/65, электрокорректор фар, довольно редкий на легковых автомобилях маслорадиатор, подогрев форсунок омывателей стекла, двухрежимный обогрев заднего стекла.
С 2001 года все «Волги» окрашивались на новом окрасочном комплексе «Хайден-2». Новая технология грунтования и окраски позволила применять двухкомпонентные эмали «металлик» и вместе с тем повысить срок службы кузова. Начиная с мая 2002 года на «Волгах» появилась передняя шаровая подвеска.
С 2003 года началось производство седана ГАЗ-31105, являвшегося глубоким рестайлингом ГАЗ-3110, снятого с производства в 2004 г. Выпуск автомобиля ГАЗ-310221 с кузовом универсал продолжался малыми партиями на отдельной конвейерной линии параллельно с моделью ГАЗ-3102 до декабря 2008 г. Версия универсала с «оперением» в стиле ГАЗ-31105 выпускалась под заказ.
Последней моделью конвейерной сборки в семействе «Волги» стал медицинский универсал ГАЗ-310223, заключительная партия которых была произведена в декабре 2008 года уже после прекращения массовой сборки седанов 31105 и 3102.
Общепризнанным недостатком ранних серий ГАЗ-3110 «Волга» было плохое качество сборки и низкая стойкость кузова к коррозии, впоследствии улучшенные, но общая моральная устарелость конструкции автомобиля, особенно по активной и пассивной безопасности. ГАЗ-3110 экспортировались в ряд стран, в частности, в довоенный Ирак.

## Интерьер
Появилось полностью новое торпедо с консолью, сделанные из мягкого пластика, «пухлое» рулевое колесо с мягким ободом и современная комбинация приборов. В новом приборном щитке появился тахометр, контрольная лампа «Check Engine» и «STOP», амперметр был заменён на вольтметр. Два крупных дефлектора в центральной части по бокам панели приборов подчёркивают возросшие возможности печки. В центральной части панели расположены клавиши управления вентилятором печки, передних противотуманных фар, задних противотуманных фонарей, выдвижной радиоантенны, обогревателем заднего стекла, а также магнитола. Под бардачком появилась дополнительная полка. Всего существовало два разных цвета торпедо и обшивок дверей: светло-серый и чёрный.
Для удобства рычаг ручного тормоза был перемещён ближе к водителю, а на консоли появилось место с контейнером на шесть аудиокассет. Также появилась вторая пепельница для задних пассажиров на задней части консоли.
Новые передние сиденья с высокими спинками стали значительно удобнее, а на заднем ряде сидений впервые были установлены подголовники. Новая обшивка дверей имела поручень, композиционно продолжавший подлокотник, сформированный в средней части обшивки.

## Модификации
```
       ГАЗ-3110 Фаэтон - специальная версия для Парадов Победы - парадный фаэтон на базе седана ГАЗ-3110 "Волга".
```

- ГАЗ-3110-446/ −447 — версии такси со специальной раскраской, подготовкой под таксометр и отделкой салона из легкомоющихся материалов;
- ГАЗ-3110-600/ −601 — версии с турбодизельными двигателями ГАЗ-560 и ГАЗ-5601, выпускаемыми по лицензии Steyr. Отличаются пониженным до 7,1—8,5 л/100 км средним расходом дизельного топлива, против среднего расхода в 11,5—13,5 л/100 км у бензиновых версий. Выпускались ограниченной серией (не более 150—200 ед. в год);
- ГАЗ-310221 — модель с 7-местным 5-дверным кузовом универсал, с 1997 по 2003 год унифицированная с седаном 3110 по оперению, силовым установкам и ходовой части, с 2004 по 2008 год технически унифицирована с седаном 31105, сохранив переднюю облицовку 3110 с усилителем фартука и узким бампером;
- ГАЗ-310231 — медицинская версия универсала 310221 для перевозки одного больного на носилках и трёх человек медперсонала.
- В 2004 году на Заводе автомобилей малых серий (ЗАМС) при ГАЗе была выпущена малая партия экземпляров с установленным рядным четырёхцилиндровым мотором фирмы Ford объёмом 2,3 л и мощностью 147 л. с. с четырёхступенчатой АКПП[14].

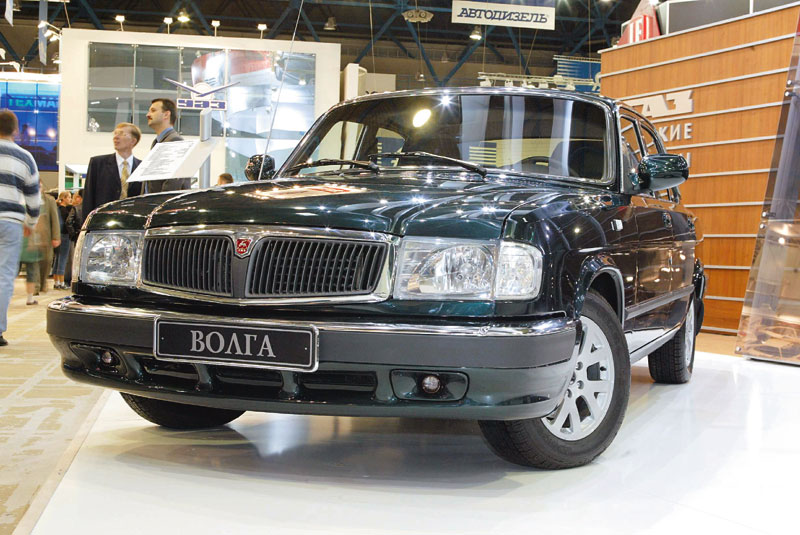
Проект фейслифтинга для 2002 модельного года
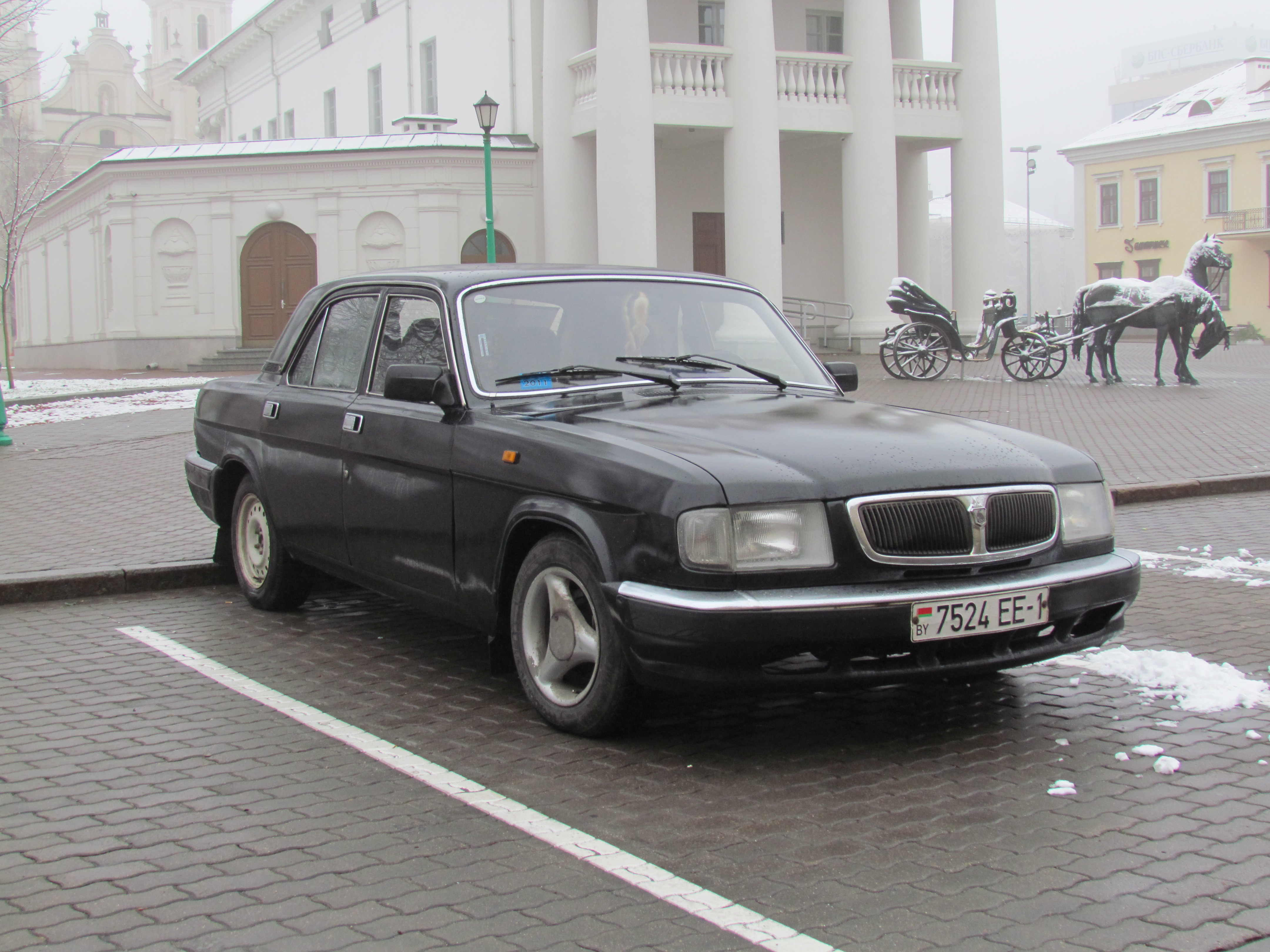
ГАЗ-3110 после рестайлинга 2000 года
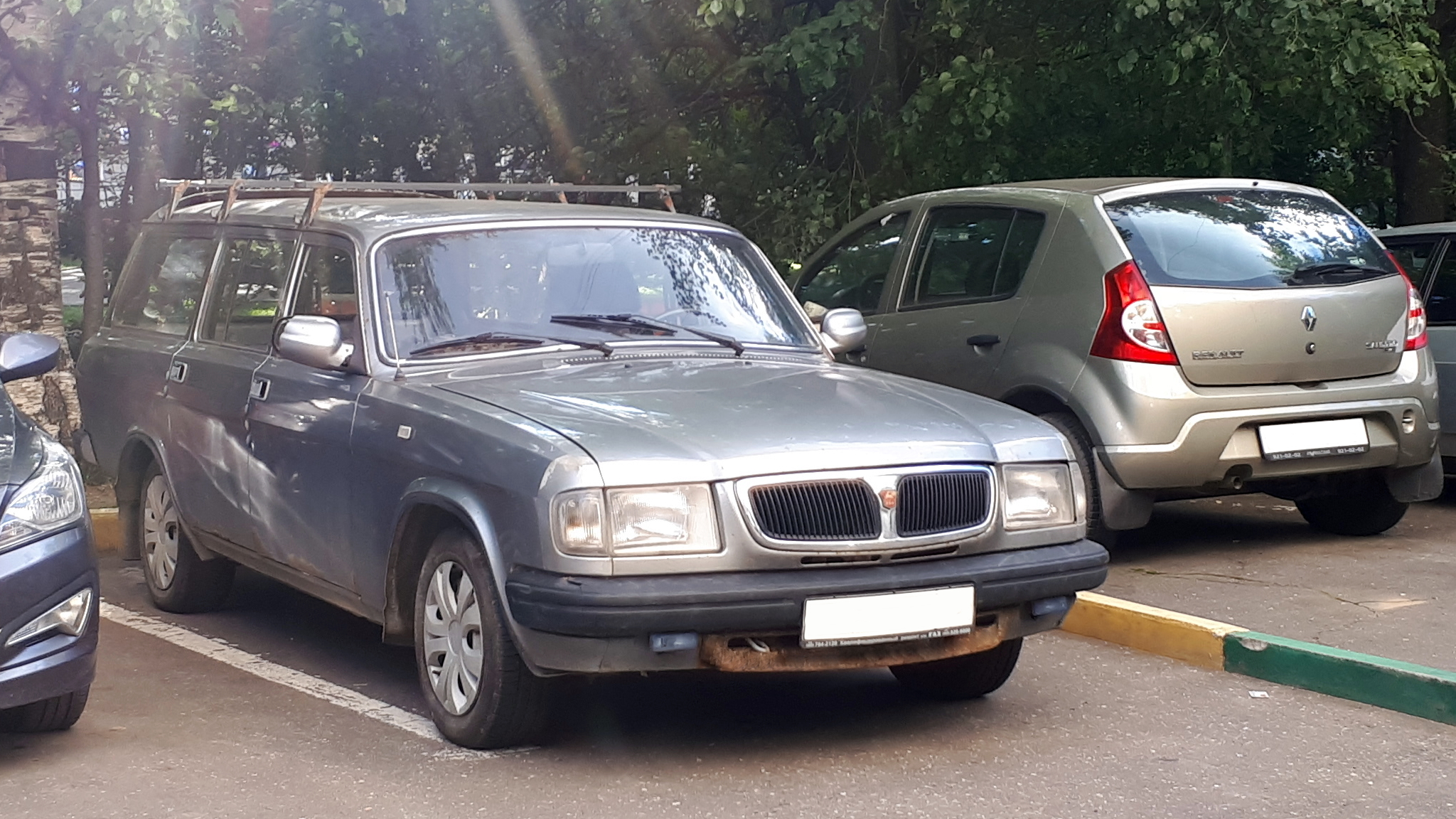
Универсал ГАЗ-310221
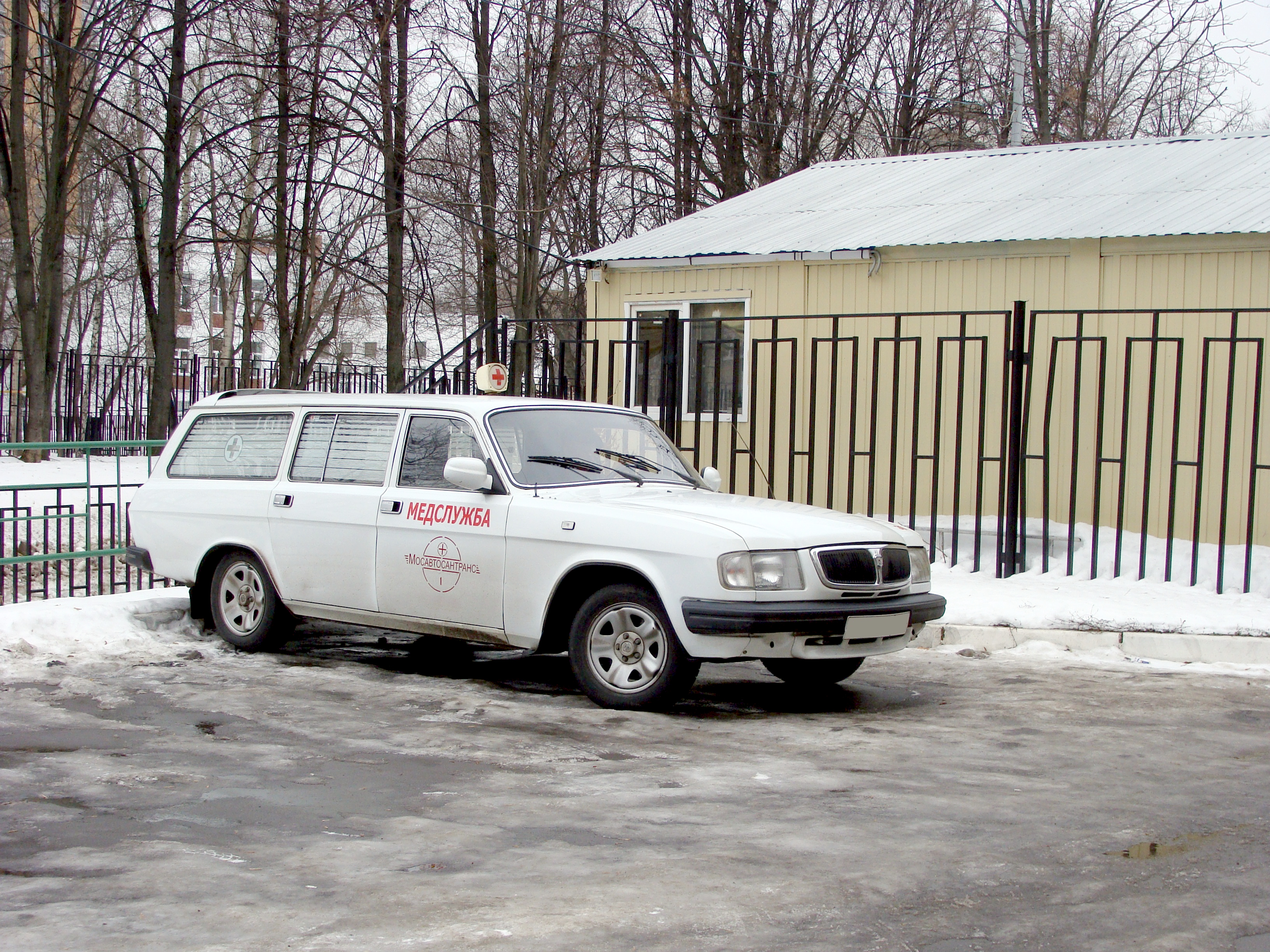
Медицинский универсал
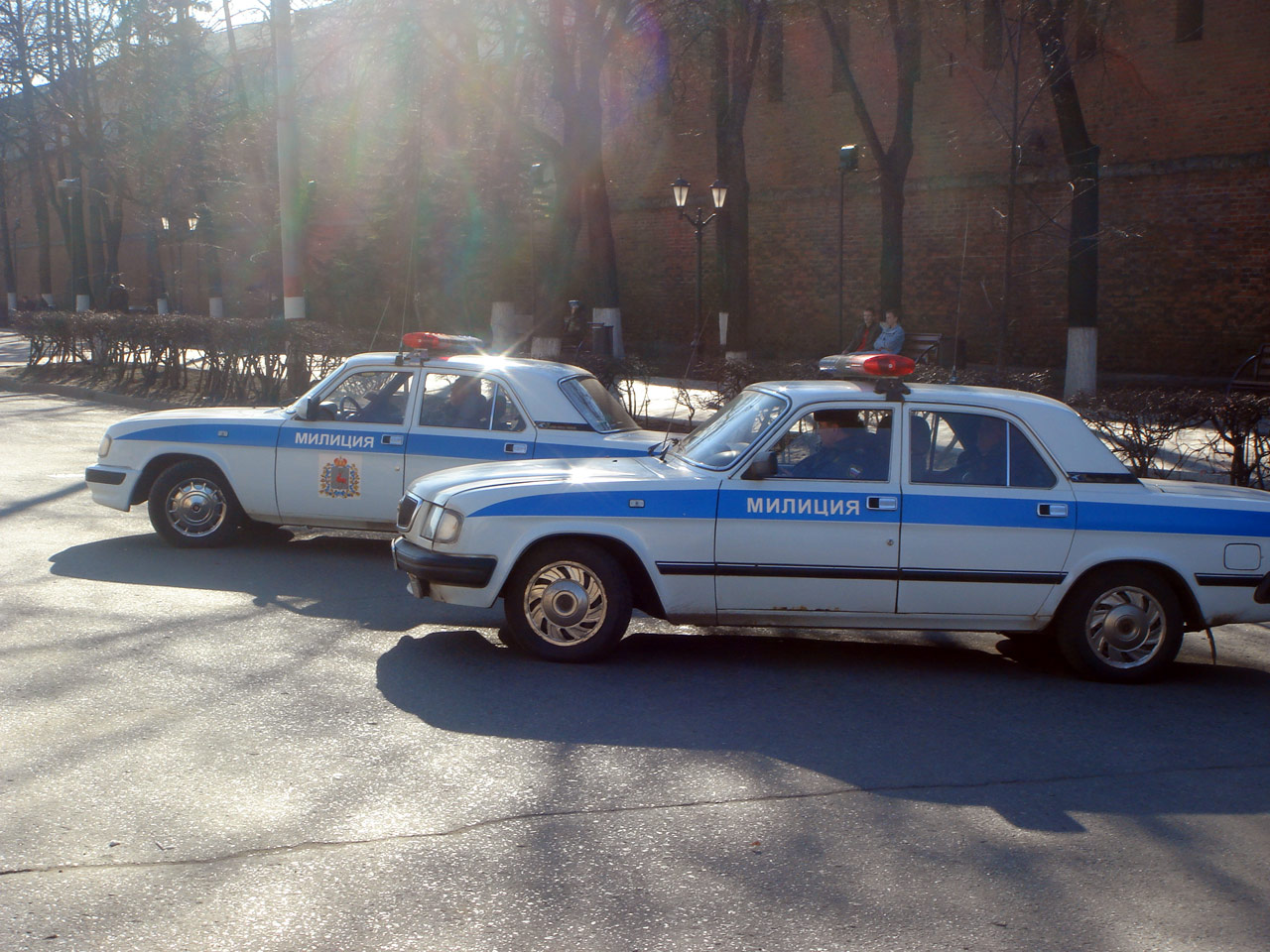
Автомобиль милиции

## Модернизация и рестайлинг: ГАЗ-31105

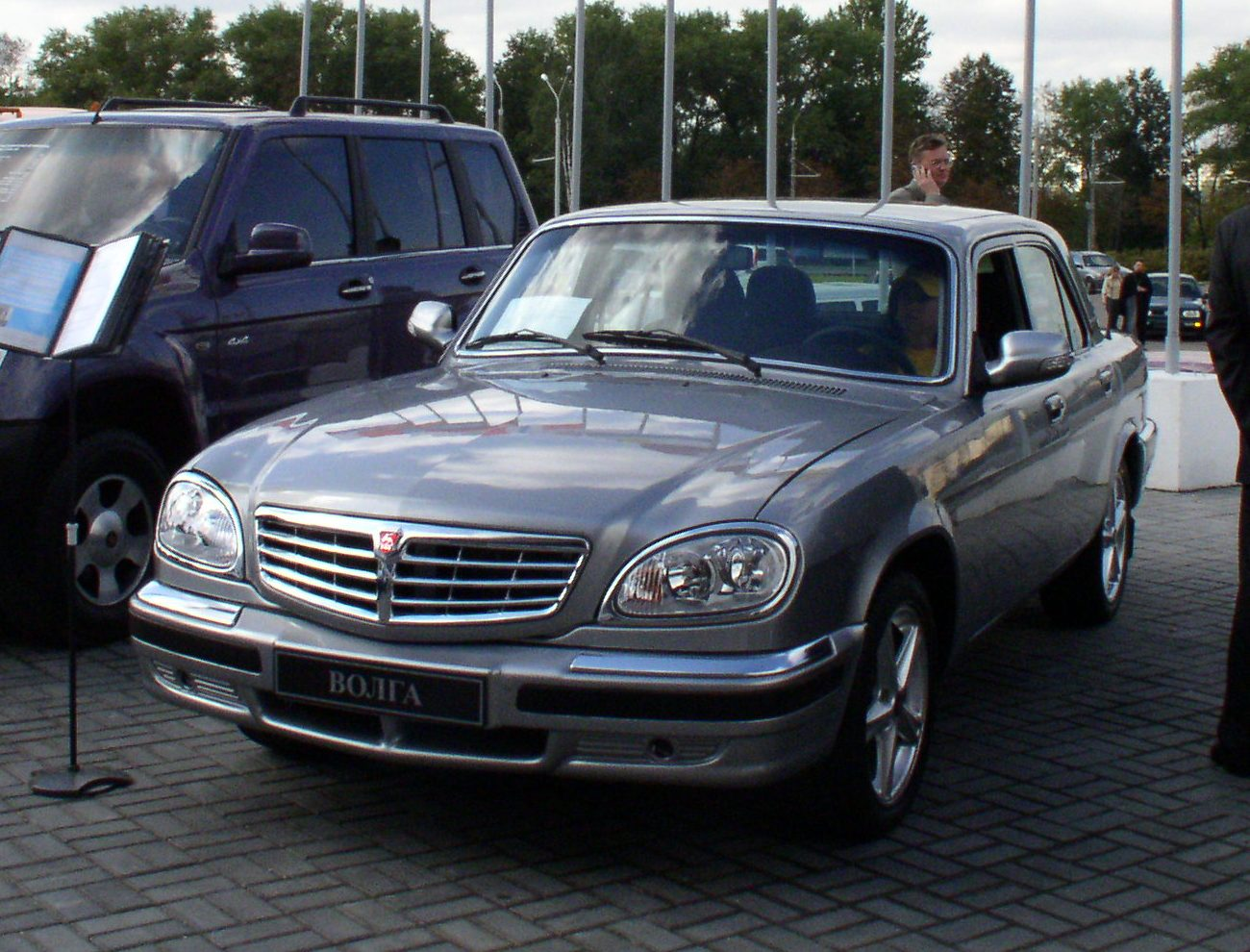
Рестайлинг 2007 года

В 2002 году планировалось обновить базовую модель ГАЗ-3110. «Волга» 2002 модельного года должна была отличаться новой решёткой радиатора, сегментованными фарами головного света и задними фонарями с круглыми световыми сегментами, а также изменёнными ручками дверей (поднимаемыми вверх, а не поворотными) и наружными зеркалами от ГАЗ-3111. Двигатель планировался ЗМЗ-40621 с нейтрализатором отработавших газов, отвечающий экологическим нормам Евро-2. В алгоритм работы стеклоочистителей планировалось ввести режим «регулируемой паузы». Также машины планировалось оснащать ABS фирмы Bosch.
В полном объёме все нововведения в серию не пошли, но часть из них была внедрена на «Волге» 2003 модельного года ГАЗ-31105.

### Итоговое производство
В итоге была разработана модернизированная модель ГАЗ-31105, которая выпускалась в 2003—2009 годах.
Среди серийных улучшений были: шаровая подвеска передних колёс, стабилизатор поперечной устойчивости подвески задних колёс, а также усовершенствованная коробка передач. Осовременен и внешний вид автомобиля: вместо угловатых передних фар установлены каплевидные (такие же, как и у ГАЗ-3111), заменена решётка радиатора, передние крылья, капот и передний бампер.
С июня 2007 года ГАЗ-31105 оснащали новым интерьером, разработанным при участии немецких дизайнерских ателье. В числе улучшений модели 2007 года: регулируемая рулевая колонка, новая панель приборов с интегрированным силовым каркасом, пульт управления электростеклоподъёмниками и «джойстик» регулировок наружных зеркал на водительской двери, новые задние фонари, изменённая решётка радиатора и т. д. (по материалам пресс-центра Группы ГАЗ).

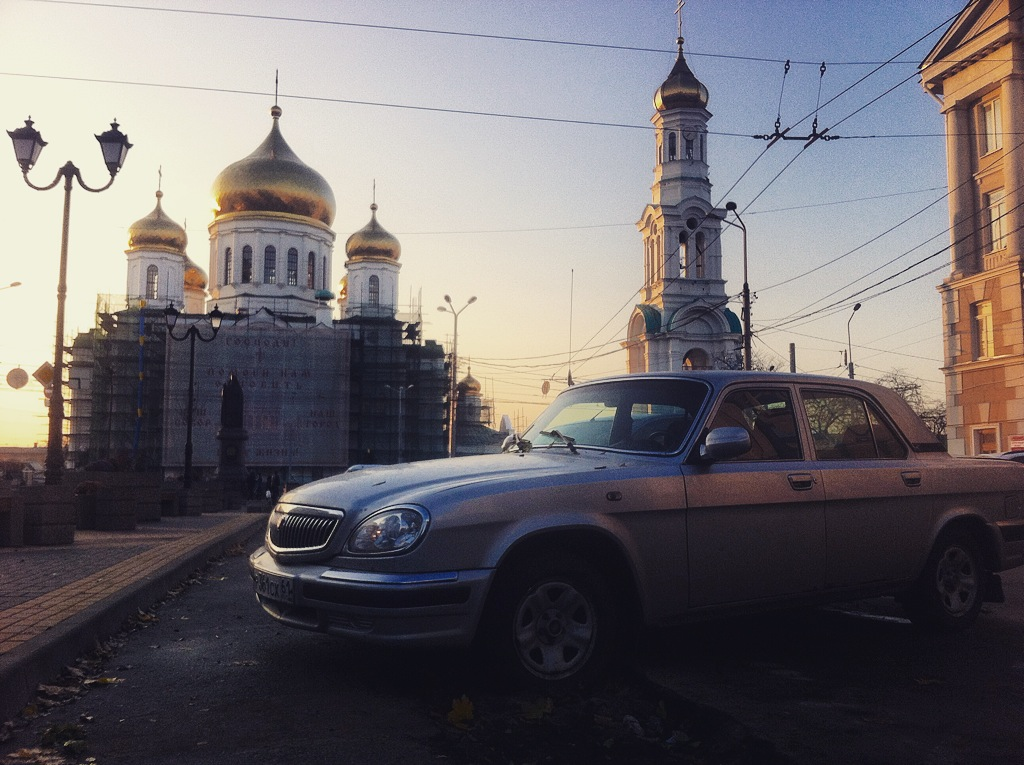
ГАЗ-31105 «Волга» конца 2004 года

С 2008 года на «Волгу» устанавливали двигатели, модернизированные под требования Евро-3, включая российский двигатель ЗМЗ-40525 рабочим объёмом 2,464 л мощностью 152 л. с. Он оснащён КМСУД МИКАС 11ЕТ с электронной педалью дроссельной заслонки. В ноябре 2008 года с конвейера сошли последние ГАЗ-31105 вместе со всеми модификациями.

### ГАЗ-31105-501 с двигателем Chrysler
С лета 2006 года на «Волгу» устанавливали двигатель DOHC 2.4L Daimler Chrysler мощностью 137 л. с., поставлявшийся с завода в Мексике. Для адаптации этого двигателя к Волге была перенастроена система впрыска, в результате мощность мотора снизилась до 137 л. с. Максимальная скорость была увеличена до 190 км/ч, разгон до 100 км/ч не превышал 11 сек. В конструкцию автомобиля были внесены следующие изменения: перенесены места крепления силового агрегата, балка передней подвески опустилась на 17 мм, ликвидирована часть ребра жёсткости на внутренней стороне капота; изменены передаточные числа в коробке передач, ведущий мост был дополнен главными парами 43/11 (3,91) и 43/12 (3,58), появились топливный насос погружного типа и новая выпускная система.
Рестайлинг 2007 года слегка коснулся внешности — были изменена решётка радиатора — на горизонтальные линии — и рисунок задних фонарей был полностью изменён салон автомобиля, в разработке которого приняли участие немецкие фирмы Hоеrmann Rawema и EDAG.

### ГАЗ-311055
Люксовый рестайлинговый вариант модели ГАЗ-31105. Впервые была представлена на автосалоне МИМС-2005. В 2006—2007 гг. эта версия производилась под заказ. Версия отличалась удлиненной на 300 мм колесной базой и удлиненными на 150 мм дверьми.
Является так называемой «стретч»-модификацией Волги с удлинённой колёсной базой и предназначена для использования как в качестве служебного представительского автомобиля, так и в качестве VIP-такси.
Автомобиль создан на основе узлов и агрегатов легкового автомобиля массового производства ГАЗ-31105. Удлинение на 300 мм колесной базы и, соответственно, длины всего автомобиля, полностью использовано для увеличения пространства салона и, в основном, предназначено для комфортного размещения пассажиров, однако позволяет также свободно располагаться и передним членам экипажа. Увеличение дверных проемов на 150 мм для передних и задних дверей значительно повысило удобство входа и выхода из салона автомобиля.
Органы управления автомобиля были модернизированы: применена регулируемая по углу наклона и длине травмобезопасная рулевая колонка от ГАЗ-3111. Был установлен тросовой вместо многорычажного механизм стояночного тормоза, привод коробки получил укороченный рычаг и был придвинут ближе к подушке сиденья. Приборная панель — абсолютно новой конструкции. Климатическая установка также была модернизирована. Модель получила новый двухцветный салон.
Всего выпущено 60 единиц.

### ГАЗ-31107
В 2004 году на Московском автосалоне была продемонстрирована серьёзно доработанная «Волга» ГАЗ-31107. Модель отличалась пружинной задней подвеской, запасное колесо наконец-то переехало с архаичной полки в нишу пола багажника, увеличенным углом наклона заднего стекла и пластиковым топливным баком, перенесённым в пределы колёсной базы, а также новой задней светотехникой. В дальнейшем от модернизации задней подвески решено было отказаться. В итоге этот проект модернизации реализован не был.